# Okke Geerts Kluin
Okke Geerts Kluin  (Gronings: Kluun, Kantens, 15 december 1813 – Groningen, 12 april 1838) is de laatste Groninger die gerechtelijk ter dood is gebracht.

## Biografie
Ottho (Okke) Kluin werd geboren in Kantens als zoon van Geert Okkes Kluin, militair in den Fransche armee, en Grietje Klasen, dagloonster. Hij had een tweelingbroer genaamd Ludolphus. Kluin werkte als boerenknecht voor en woonde in bij Drewes Sikkes Bisschop en Marijke Arends Teisman, onder Uithuizen.
Op 27 April 1837 trof Drewes Sikkes Bisschop bij thuiskomst zijn echtgenote Marijke Arends Teisman dood aan. Ze was met een bijl om het leven gebracht. Uit het kabinet bleek een kleine som geld ontvreemd te zijn. De vermoedens vielen direct op de boerenknecht Okke Geerts Kluin, die kort na zijn inhechtenisneming een volledige bekentenis aflegde. Hij had haar gedood nadat ze geweigerd had om hem zakgeld te geven.
Kluin werd beschuldigd van moedwillige doodslag met voorbedachte rade (assassinat), gevolgd door diefstal. Zijn zaak werd verwezen naar het Hof van Assisen voor de Provinciën Groningen en Drenthe, waar de zaak op 14 november 1837 werd behandeld. De verdediging richtte zich erop om de voorbedachten zin te laten vervallen. Het Hof ging hier in mee. Bij arrest van het Hof werd de beklaagde schuldig verklaard aan moedwillige doodslag (meurtre), gevolgd door diefstal. Niettemin werd hij door het Hof van Assises ter dood veroordeeld. Zijn gratieverzoek werd niet ingewilligd. Op 12 april 1838 werd Kluin voor dit vergrijp op de Grote Markt opgehangen.
Zijn doodshemd wordt bewaard in het Groninger Museum.

## Uitdrukking
Zijn naam leeft voort in de Groningse uitdrukking: "Hest meer geluk had as Okke Kluun, want dij mos hangen" (Je hebt meer geluk gehad dan Okke Kluin, want die moest hangen), gezegd als iemand aan een ongeluk is ontsnapt. Een variant is: "Doar bist beter òf kómmen as Okke Kluun, want dij mos hangen". Soms (in beide gevallen) gevolgd door: "tot hai doodstil hòng". Dit laatste als verwijzing naar de plaats met die naam.